# Miina Härma
Miina Härma (născută Miina Hermann; n. 9 februarie 1864, Kõrveküla⁠(d), Regiunea Tartu, Estonia – d. 16 noiembrie 1941, Tartu, Germania Nazistă) a fost o compozitoare estonă. A fost al doilea muzician eston cu studii superioare.
Probabil cea mai mare contribuție a ei este faptul că a dus muzica de orgă în mediul rural, deoarece practic niciun organist calificat nu a susținut concerte în afara orașelor până în acel moment.
De-a lungul carierei sale creative de 60 de ani, ea a scris peste 200 de cântece pentru cor, 10 cavatine, un canto, „Kalev și Linda” și multe altele. Ea a compus în principal muzică vocală.

## Biografie
Härma s-a născut ca Miina Hermann în 1864 în Kõrveküla⁠(d), Livonia, Imperiul Rus, tatăl său fiind profesor. În familie erau șapte copii. Ambii părinți au fost educați în domeniul muzical.
Härma a început să învețe muzică singură, cu o orgă mică pe care i-a cumpărat-o tatăl ei. Când a avut 15 ani, Härma a început să studieze cu K. A .Hermann, care i-a dat lecții atât de compoziție muzicală, cât și de pian. În 1883, Härma a intrat la Conservatorul din Sankt Petersburg ca singurul student la orgă în acel an. Ea a absolvit în 1890, dar a continuat să locuiască în Sankt Petersburg, deoarece era foarte greu să găsească de lucru în guberniile baltice. În 1894, a avut loc cel de-al cincilea Festival al Cântecului Eston, care a dus la formarea propriului cor al lui Miinei Härma.

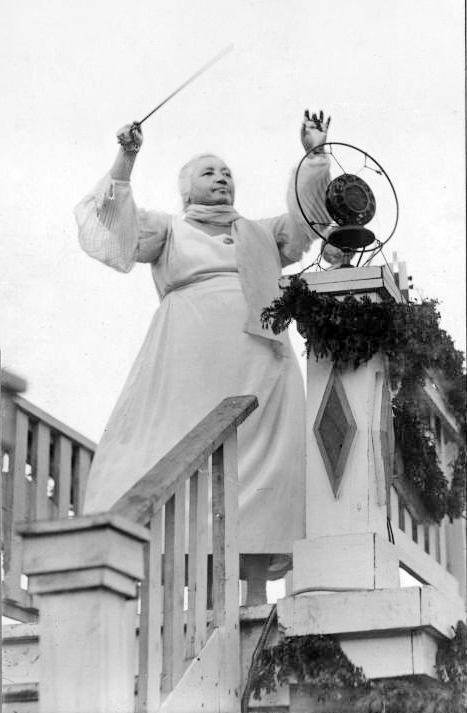
Miina Härma dirijând la al IX-lea Festival al Cântecului Eston din Tallinn în 1928

În 1903, când problemele financiare au copleșit-o, Härma s-a mutat la Kronstadt, gubernia Sankt Petersburg. A trebuit să părăsească orașul în 1915, din cauza începutului Primului Război Mondial, deoarece niciun civil nu avea voie să rămână acolo.
În ciuda faptului că muzica s-a dezvoltat rapid în Tartu, a fost încă greu să găsească un loc de muncă ca profesoară de muzică, din cauza războiului aproape că nu existau studenți. În 1917, Härma a lucrat ca profesoară de muzică într-o școală care este acum Gimnaziul Miina Härma (în estonă Miina Härma Gümnaasium).
Miina Härma a fost timp de 14 ani unul dintre promotorii și liderii Societății pentru Promovarea Educației și Culturii Muzicale sau Societății de Muzică din Tartu.
Härma a murit la 16 noiembrie 1941, la Tartu. Este înmormântată în Cimitirul Raadi.